# Kamionka (gmina Ostrów Wielkopolski)
Kamionka – osada leśna w Polsce położona w województwie wielkopolskim, w powiecie ostrowskim, w gminie Ostrów Wielkopolski.